# Norbert Stücker
Norbert Stücker (* 22. Juni 1882 in Graz; † 13. Juni 1959 ebenda) war ein österreichischer Bibliothekar.

## Leben
Stückers Vater war der Landespräsidialdirektor Franz Stücker. Norbert Stücker legte 1900 die Matura am I. k.u.k. Staatsgymnasium in Graz ab. Anschließend studierte er Physik und Chemie an der Universität Graz und wurde 1904 promoviert.
Ab 1912 arbeitete er als Assistent an der Erdbebenstation des physikalischen Instituts der Universität Graz. Ab Mai 1919 war er Bibliothekar an der Steiermärkischen Landesbibliothek, zwischen 1933 und 1937 leitete er die Bibliothek. Er machte sich hier besonders um die Bibliothekskataloge und die Musiksammlung der Bibliothek verdient. Stücker war daneben zeitweilig geschäftsführender Sekretär des Landesmuseumsvereins Joanneum.
Norbert Stücker wurde in der Familiengruft auf dem Grazer Zentralfriedhof bestattet.

## Veröffentlichungen
- Änderung der spezifischen Wärme von Metallen mit der Temperatur. Universität Graz, Graz 1904 (Graz, Univ., Diss., 1904, DA 526).
- Das Oberburger Erdbeben vom 28. Oktober 1916 und seine Nachbeben. Hölder in Kommission, Wien 1917 (Mitteilungen der Erdbeben-Kommission / Akademie der Wissenschaften in Wien, Mathematisch-Naturwissenschaftliche Klasse; N.F., 51).
- Das Judenburger Erdbeben vom 1. Mai 1916. Hölder in Kommission, Wien 1918 (Mitteilungen der Erdbeben-Kommission / Akademie der Wissenschaften in Wien, Mathematisch-Naturwissenschaftliche Klasse; N.F., 54).
- Das Mürzzuschlager Erdbeben vom 6. Juli 1926. Hölder in Kommission, Wien 1926 (Mitteilungen der Erdbeben-Kommission / Akademie der Wissenschaften in Wien, Mathematisch-Naturwissenschaftliche Klasse; N.F., 64).
- Katalog der Bibliothek der Landesbauernschaft Steiermark: Hauptkatalog abgeschlossen. am 1. Juni 1944. Landesbauernschaft Steiermark, Graz 1944.